# Ku Klux Klan
Ku Klux Klan (KKK) er en højreekstremistisk organisation i USA. Den er udøver af hvid magt, racisme, antisemitisme, antikatolicisme og homofobi. Klanen blev oprettet i sydstaten Tennessee af bl.a. Nathan Bedford Forrest ca. otte måneder efter Den amerikanske borgerkrig med henblik på at fratage de sorte amerikanere deres nyerhvervede borgerrettigheder. Den hemmelige forening søgte at opnå sit mål gennem terror mod den sorte befolkning og foreningens hvide modstandere i form af bortførelser, mishandlinger og drab. Medlemmerne var iført hvide kapper og hætter. Bevægelsen døde ud efter få år, da det var lykkedes ad mere legal vej at forhindre de sorte i at bruge deres stemmeret.

## Historie
Det første KKK blev grundlagt 1865 i USA i staten Tennessee af veteraner fra Confederate States Army, der havde kæmpet under den Amerikanske borgerkrig på Sydstaternes side. De tog navnet fra det græske ord kuklos, som betyder kreds eller cirkel, for at understrege KKK var en «brødrekreds». I starten som en hemmelig gruppe fokuserede klanen sit had og raseri mod radikale republikanere og forsøgte at genoprette det hvide overherredømme ved trusler og vold, noget som indbefattede mord på sorte borgere og mod hvide republikanere. I 1870 og 1871 vedtog den føderale regering Force-lovgivningen som blev brugt for at stoppe klanen. Dette førte til store splittelser og problemer for organisationen, som endte med at bukke under. Der opstod imidlertid snart nye organisationer som en del af den oprindelige klans medlemmer var med til at starte, eller blev aktive medlemmer af, blandt andet Red Shirts og White League, der startede nye voldskampagner.
Ku Klux Klan levede op igen i 1915 i Georgia, grundlæggeren var William J. Simmons, hvor man også anslog antisemitiske og antikatolske strenge. Midt i 1920'erne var man oppe på et medlemstal på over 4 millioner, særligt i de gamle amerikanske sydstater vandt klanen frem, flere steder havde klanen også lokalpolitisk indflydelse. Klanens daværende hovedkvarteret lå i byen Atlanta. Formålet var at hindre en forhøjning af katolikker, jøder, afro-amerikanere og andre indvandrere i USA, klanen gik i forbudstiden også ind for at få indført The Volstead Act, der forbød alkohol. Klanen fandtes allerede i starten af 1920'erne i det meste af USA. På denne tid havde klanen stor indflydelse på politikken i USA, og da specielt i demokratiske kredse. Mange fremtrædende politikere var medlemmer. Populariteten faldt før og under depressionen, og organisationen blev opløst under 2. verdenskrig af James Colescott, da klanen måtte melde sig konkurs.
I 1960'erne fik Ku Klux Klan sin tredje opblomstring i forbindelse med den fremvoksende borgerrettighedsbevægelse. Man fandt tilbage til den gamle terrorvirksomhed med mord på borgerrettighedsaktivister.
I dag er bevægelsen nærmest gået i opløsning i en slags nynazistiske fraktioner, som bekæmper hinanden indbyrdes.
KKK forsøger at komme af med deres gammeldags image: hvide dragter, brændende trækors osv. Nu kan også kvinder og katolikker blive medlemmer. En del Klan-ledere har forladt organisationen, f.eks. David Duke og Louis Beam. Den nationale leder hedder Thomas Robb.

## Medlemstal
| År             | Medlemstal |
| -------------- | ---------- |
| 1865-1870'erne | 550.000    |
| 1920           | 4.000.000  |
| 1924           | 6.000.000  |
| 1930           | 30.000     |
| 1980           | 5.000      |
| 2008           | 6.000      |

## Galleri
- Medlemmer af KKK klædt i hvidt under afbrænding af et kors
- Ku Klux Klan på parade i Washington D.C. i 1928. Det var i disse år organisationen oplevede den største tilslutning
- Klansmedlem med hvid hætte betragter brændende kors, et traditionelt KKK-symbol, sammen med sine børn på en bondegård i Ohio i 1987